# Tsvi Piran
Tsvi Piran  (Tel Aviv, 6 de mayo de 1949) es un físico teórico y astrofísico israelí, conocido por su trabajo en brotes de rayos gamma y en relatividad numérica.
En una época en la que la mayoría de astrónomos creían que los brotes de rayos gamma (GRB por sus siglas en inglés) eran galácticos (aunque existían propuestas anteriores como la de Bohdan Paczyński) Piran propuso junto con Eichler, Livio y Schramm que los GRB se originaban de fusiones de estrellas de neutrones binarias cosmológicas, lo que constituye el modelo generalmente aceptado en la actualidad. A principios de los años 1990, cuando tuvo lugar el debate entre origen galáctico o cosmológico, Piran fue uno de los más fervientes proponentes del origen cósmico, que se confirmó en 1997 con el descubrimiento de corrimientos al rojo cosmológicos en chorros de GRB. Incluso antes de que se descubriera el origen cósmico de los GRB, Piran fijó las bases del modelo de bola de fuego o fireball, generalmente aceptado. Sugirió que los GRB preconizan la formación de un nuevo agujero negro. Más tarde, junto con Re'em Sari y otros colaboradores, Piran desarrolló la teoría de los chorros de GRB, en un artículo con más de 1000 citas, y de los jets de GRB. Sus artículos sobre el tema están entre la literatura estándar en la materia.
Antes de trabajar en GRB, Piran hizo importantes contribuciones a la relatividad numérica, la solución numérica de las ecuaciones de Einstein. En 1985 escribió el primer código numérico para calcular el colapso y formación de un agujero negro rotatorio y la forma de onda de radiación gravitacional resultante. Esta forma de onda muestra relajación hacia los modos cuasinormales del agujero negro que forma. La detección de este tipo de forma de onda en un futuro a través de detectores de ondas gravitacionales avanzados proveería una prueba última de la existencia de un agujero negro.
Además de estos trabajos, las contribuciones de Piran abarcan una gama de problemas en astrofísica relativista. Demostró la dependencia crítica de la estabilidad de los discos de acreción en los mecanismos de enfriado y calentado. Piran fue el primero en señalar que la inflación es un fenómeno genérico que involucra cualquier campo escalar (sin requerir un potencial específico) y, en particular, que esto es así para un campo escalar masivo libre. Más tarde probó que, de hecho, el comienzo de la inflación no es completamente genérico y requiere condiciones iniciales específicas, un concepto cuyas implicaciones no se han estudiado de forma completa aún. Fue el primero en sugerir y mostrar que las desviaciones cósmicas dependen del tipo de galaxia y que existen diferentes galaxias distribuidas por el universo. Este es un concepto que parece obvio en la actualidad pero fue controvertido al proponerse a finales de los años 1980. El trabajo de Piran incluye también contribuciones a la teoría general de la relatividad como uno de los contraejemplos más fuertes a la hipótesis de la censura cósmica, y la demostración de la inestabilidad de la estructura interna de un agujero negro.
Además del trabajo de Piran como astrofísico, ocupó entre 2005 y 2009 el cargo de decano de la Escuela de Administración de Empresas de la Universidad Hebrea de Jerusalén.

## Cronología
- 1967-1970: Estudiante de grado de matemáticas y física en la Universidad de Tel Aviv.
- 1970-1972: Servicio militar y estudios de máster en ciencias del espacio en la Universidad de Tel Aviv bajo la supervisión de A. Eviatar.
- 1970-1976: Servicio militar y tesis doctoral bajo la supervisión de J. Shaham y J. Katz en la Universidad Hebrea de Jerusalén: proceso Penrose y sobre el modelado de GRB de inestabilidades alrededor de agujeros negros.
- 1976-1977: Investigador asociado en Oxford con el grupo de Dennis Sciama: inestabilidades y vientos de discos de acreción.
- 1977-1979: Investigador asociado y más tarde profesor ayudante en la Universidad de Texas en Austin con el grupo de Bryce DeWitt: fundamentos de relatividad numérica, jets en núcleos galácticos activos.
- 1980-1987: Miembro a largo plazo en el Institute for Advanced Studies en Princeton, Nueva Jersey y profesor en la Universidad Hebrea de Jerusalén: Relatividad numérica, colapso gravitacional rotatorio, inflación, desvío de galaxias, neutrinos de SN 1987A.
- 1988-1990: Universidad Hebrea de Jerusalén: Brotes de rayos gamma.
- 1990-1993: Centro de astrofísica Harvard-Smithsonian: Brotes de rayos gamma.
- 1998-1999: Profesor visitante en la Universidad de Columbia y en la Universidad de Nueva York.
- 2000- : Límites astrofísicos de la violación de la invariancia de Lorentz.
- 2004-2005: Beca Moore en Caltech.
- 2005-2009: Decano de la Escuela de Administración de Empresas de la Universidad Hebrea.
- 2009-: Beca avanzada de investigación del Consejo Europeo de Investigación.

## Premios recibidos
- Premio Landau por una tesis doctoral distinguida - 1976
- Distinguished Moore Fellowship Caltech - 2005
- ERC Advanced Research Grant - 2009